# Elsmere, Delaware
Elsmere är en kommun i New Castle County i delstaten Delaware, USA som år 2010 hade 6 131 invånare. Den har enligt United States Census Bureau en area på totalt 2,6 km², allt är land.